# Pauline Auzou

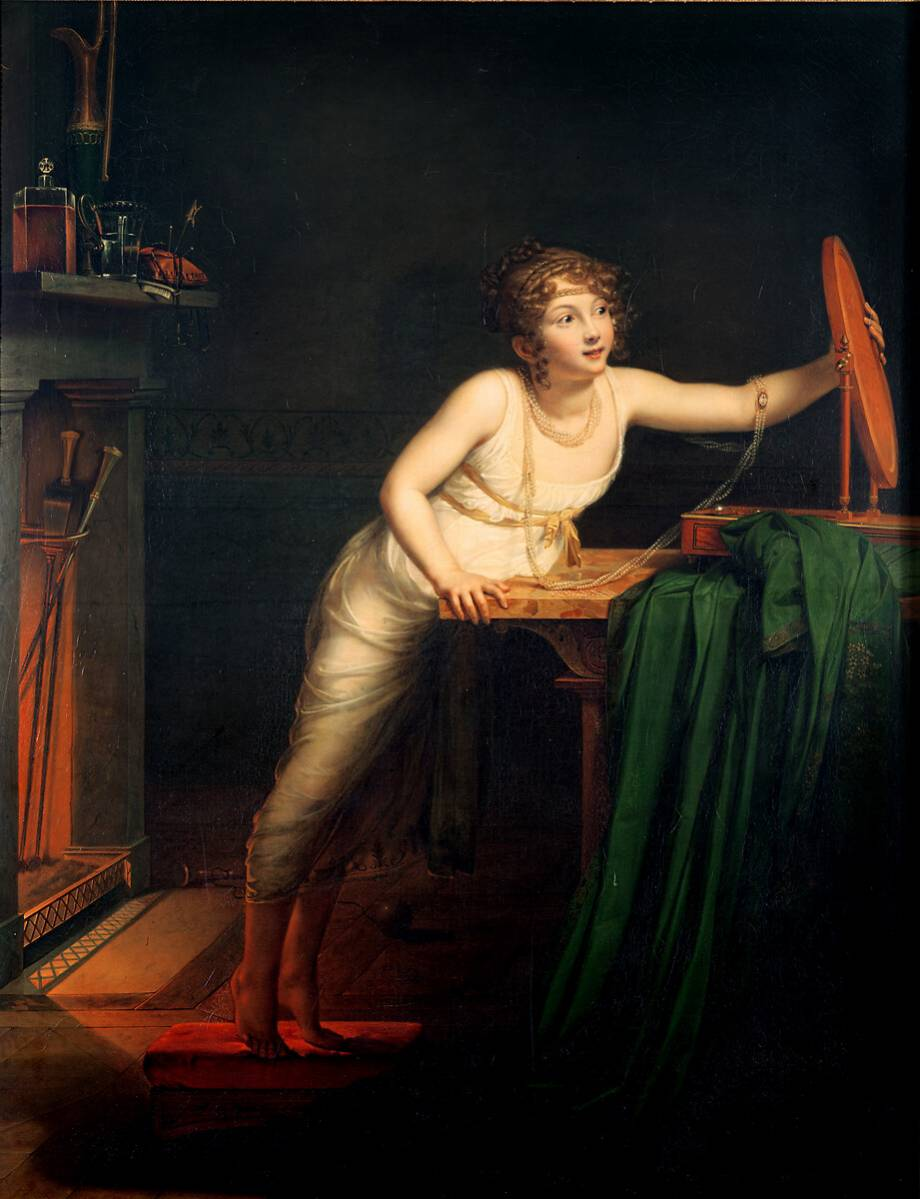
Pauline Auzou: The First Sense of Coquetry, 1804

Pauline Auzou (numele la naștere, Jeanne-Marie-Catherine Desmarquest) (n. 24 martie 1775, Paris, Regatul Franței – d. 15 mai 1835, Paris, Franța) a fost o pictoriță franceză.
A fost ucenica lui Jean-Baptiste Regnault.

## Saloane
- 1793, n° 777, Une Bacchante, n° 778, Une Étude de tête.
- 1804, n° 8, Premier sentiment de coqueterie.

## Colecții permanente
- Portrait d'un musicien, Currier Museum of Art, Manchester, New Hampshire, Statele Unite